# Wymysłów (powiat będziński)
Wymysłów – wieś w Polsce, położona w województwie śląskim, w powiecie będzińskim, w gminie Bobrowniki, nad zbiornikiem Kozłowa Góra i rzeką Brynicą. Graniczy z Dobieszowicami, Piekarami Śląskimi, Świerklańcem i Ossami.
W Wymysłowie znajduje się Stacja Uzdatniania Wody Górnośląskiego Przedsiębiorstwa Wodociągów "Kozłowa Góra".

## Części wsi
| SIMC    | Nazwa   | Rodzaj    |
| ------- | ------- | --------- |
| 0212699 | Gajówka | część wsi |

## Historia
Wymysłów początkowo wchodził w skład Sączowa, którego obszar był bardzo rozległy. W jego części południowej wśród borów dawnej puszczy leżała osada bartnicza Pustki, nazwana później Wymysłowem. W XVI wieku wybudowano w lesie leśniczówkę.
Pierwsza udokumentowana wzmianka o Wymysłowie pochodzi dopiero z 1839 roku. Prawa wsi otrzymał w 1864 roku, mając 20 budynków. Wszedł jednocześnie w skład gminy Ożarowice z siedzibą w Tąpkowicach.
W 1887 roku liczba mieszkańców wynosiła 352, w 1939 - 428. Liczba budynków w roku 1937 wynosiła 61.
W 1925 r. założono Ochotniczą Straż Pożarną, a w 1939 roku Koło Gospodyń Wiejskich. Przed II wojną światową wieś należała w całości do niemieckiego rodu von Donnersmarcków ze Świerklańca (niem. Neudeck).
W lesie należącym do Nadleśnictwa Świerklaniec – Leśnictwa Wymysłów znajduje się kilka schronów bojowych z czasów II wojny światowej. Zespół fortyfikacji Grupa Bojowa „Wymysłów” Obszaru Warownego „Śląsk”, w skład którego wchodzą trzy obiekty, wpisano do rejestru zabytków nieruchomych województwa śląskiego (nr rej. A/793/2021 z 12 kwietnia 2021):
- ciężki schron bojowy nr 53, przy ul. Leśnej w miejscowości Wymysłów, położony na dz.ewid.223/4, ark. mapy 5, obr. Wymysłów;
- ciężki schron bojowy nr 53a, przy ul. Leśnej w miejscowości Wymysłów, położony na dz.ewid.nr 112/1, ark. mapy 2, obr. Wymysłów, wraz z najbliższym otoczeniem obejmującym teren całej działki ewidencyjnej nr 112/1, ark.mapy 2, obr. Wymysłów, gm. Bobrowniki, pow. będziński;
- schron pozorno-bojowy, przy ul. Leśnej w miejscowości Wymysłów, położony na działce ewidencyjnej 223/4, ark. mapy 5, obr. Wymysłów.

Do końca 1949 roku Wymysłów należał do gminy Ożarowice (od 1 stycznia jako gmina Sączów), a od 1950 roku do gminy Bobrowniki. Od 1 stycznia 1955 do 31 grudnia 1972 roku, po zniesieniu gmin, podlegał Gromadzkiej Radzie Narodowej w Dobieszowicach. Z chwilą utworzenia 1 stycznia 1973 roku gminy Bobrowniki, Wymysłów wszedł w jej skład. Liczba mieszkańców w tym okresie wynosiła 567 osób.
W latach 1975–1998 miejscowość należała administracyjnie do województwa katowickiego. 1 stycznia 1999 r. wraz z całą gminą Bobrowniki Wymysłów wszedł w skład powiatu będzińskiego.

## Kultura i religia
Na ulicy Jana Pawła II znajduje się kaplica mszalna.
Od 2004 r. istnieje we wsi chór "Wymysłowianki".